# Spargania denguera
Spargania denguera är en fjärilsart som beskrevs av Paul Dognin 1893. Spargania denguera ingår i släktet Spargania och familjen mätare. Inga underarter finns listade i Catalogue of Life.